# Liste der Bodendenkmäler im Kreis Gütersloh

Kreis Gütersloh

Die Liste der Bodendenkmäler im Kreis Gütersloh umfasst:
- Liste der Bodendenkmäler in Borgholzhausen
- Liste der Bodendenkmäler in Gütersloh
- Liste der Bodendenkmäler in Halle (Westf.)
- Liste der Bodendenkmäler in Harsewinkel (keine Bodendenkmäler)
- Liste der Bodendenkmäler in Herzebrock-Clarholz
- Liste der Bodendenkmäler in Langenberg (keine Bodendenkmäler)
- Liste der Bodendenkmäler in Rheda-Wiedenbrück
- Liste der Bodendenkmäler in Rietberg
- Liste der Bodendenkmäler in Schloß Holte-Stukenbrock
- Liste der Bodendenkmäler in Steinhagen
- Liste der Bodendenkmäler in Verl (keine Bodendenkmäler)
- Liste der Bodendenkmäler in Versmold
- Liste der Bodendenkmäler in Werther (Westf.) (keine Bodendenkmäler)